# Ensemble contre la récidive
 (avril 2018).
Améliorez-le ou discutez des points à vérifier. 
 (avril 2018).
Si vous disposez d'ouvrages ou d'articles de référence ou si vous connaissez des sites web de qualité traitant du thème abordé ici, merci de compléter l'article en donnant les références utiles à sa vérifiabilité et en les liant à la section « Notes et références ».
Ensemble contre la récidive est une association à caractère social créée en 2013 et dissoute en 2018. 
Son but était d'améliorer les conditions de détention dans les établissements pénitentiaires français et de prévenir la récidive des personnes incarcérées pour de courtes peines. 
L'association a bénéficié d'une forte présence médiatique grâce à son fondateur, Pierre Botton. Ses actions se sont principalement concentrées sur la communication à destination du grand public et le lobbying auprès des autorités. En 2020, un procès révèle qu'une part importante des dons faits à l'association a été détournée par Pierre Botton pour couvrir des dépenses personnelles.

## L'association

### Description
L'association Ensemble contre la récidive est une association d'action sociale créée en février 2013 et dissoute en janvier 2018.
Régulièrement condamnée par les instances européennes pour certaines de ses pratiques pénitentiaires, la France connaît des difficultés à concilier la situation de certains de ses établissements pénitentiaires avec l'impératif du respect de la dignité humaine. De plus, le taux de récidive français estimé à 59 % met en lumière la grande difficulté des personnes incarcérées au cours de leur vie à se réinsérer pleinement dans la société civil et s'éloigner définitivement du milieu carcéral. L'association se constitue donc dans le but d'agir sur ces deux problématiques spécifiques : la prévention de la récidive des anciens détenus et l'amélioration des conditions de détention (via notamment la lutte contre la surpopulation carcérale).
Pour parvenir à remplir ses objectifs, l'association développe des actions sur 4 axes de travail : la promotion des problématiques carcérales auprès de la population et des autorités publiques, la réalisation d'actions concrètes dans les établissements pénitentiaires, la réflexion autour d'un nouveau type d'établissement pénitentiaire et la constitution d'un réseau de soutiens et de mécènes participant aux financements et favorisant la réalisation de projets spécifiques. L'association n'intervient pas directement auprès des personnes détenues ou de leur famille. Elle agit plutôt comme un soutien d'autres associations ou de l'administration pénitentiaire.
Ensemble contre la récidive développe donc une philosophie d'actions visant à humaniser les conditions de détention parfois mauvaises et à permettre aux anciens détenus de retrouver une vie familiale, professionnelle et sociale loin du milieu carcéral. Les activités de l'association cible principalement les détenus primo-délinquants et ceux condamnés à de courtes peines (moins de 5 ans). Son action exclue donc les détenus pour crimes de sang ou sexuel.
L'association a employé 1 à 2 personnes durant son existence.

### Histoire
Après avoir purgé une peine de prison, Pierre Botton lance l'association « Les Prisons du cœur » en février 2010. Grâce à celle-ci, il souhaite améliorer les conditions de détention des détenus primo-délinquants ou en attente de jugement pour des courtes peines, mais aussi prévenir et lutter contre leur récidive.
En février 2013, l'association « Ensemble contre la récidive » est créée. Son but affiché est d'aider à la réinsertion des anciens détenus et de favoriser l'amélioration des conditions de détention. Pierre Botton explique que le nom de son autre association, Les prisons du cœur, pouvait être mal reçu par des interlocuteurs. Le choix d'un nom moins clivant s'inscrit donc dans l'optique de maximiser l'adhésion autour de l'association et de ses activités. Au début de l'année 2015, l'association Les Prisons du cœur cesse d'exister.
En janvier 2017, le Parquet de Paris ouvre une enquête préliminaire pour abus de bien social et abus de confiance à l'encontre de Pierre Botton. Cette procédure fait suite à des signalements de Tracfin (service de lutte contre le blanchiment - Ministère des finances) sur de possibles transferts de fonds frauduleux entre ses comptes et ceux des associations Les prisons du cœur et Ensemble contre la récidive. En mai, des perquisitions sont menées au siège de l'association. Pierre Botton se déclare confiant dans la justice et le travail de ses collaborateurs et collaboratrices pour faire la lumière sur ces éléments. Il indique qu'il assumera ses responsabilités en cas de fautes.
Le travail de l'association est salué par le président de la République François Hollande lors d'une visite à la maison d'arrêt de Villepinte le 22 mars 2017,. Accompagné par le garde des sceaux Jean-Jacques Urvoas, les deux hommes se font présenter à cette occasion un concept de médiation équine porté par l'association et développé dans le cadre d'un programme d'ouverture du régime de détention.
En janvier 2018, l'association Ensemble contre la récidive est dissoute. Une information sur le site internet des Prisons du cœur indique que l'association ayant rempli ses objectifs, il a été décidé de mettre fin à ses activités. 

### Pierre Botton, une personnalité centrale
Bien qu'elle soit une entité indépendante, les activités d'Ensemble contre la récidive sont étroitement imbriquées avec celles de l'ancien homme d'affaires et politicien RPR Pierre Botton ainsi que celles d'une autre association fondée par ce dernier, Les prisons du cœur. Condamné pour abus de bien sociaux lors d'un scandale politico-médiatico-financier, Pierre Botton passe 602 jours en détention à la fin des années 90. Profondément marqué par cette expérience, notamment le choc carcéral, il profite de sa sortie pour médiatiser la dureté des conditions de vie en détention. Il commence à militer de manière isolé sur ces questions puis fonde en 2010 une première association, rapidement suivie trois ans plus tard par Ensemble contre la récidive.
De par sa notoriété passée, Pierre Botton est fréquemment sollicité par les médias pour expliquer l'action d'Ensemble contre la récidive. L'association bénéficie donc rapidement d'une visibilité auprès du grand public. De plus, son réseau de connaissances politiques ou médiatiques (entre autres Pierre Arditi) lui permet de faciliter les opérations de communication de l'association, la recherche de partenariats et de mécénats ainsi que le lobbying auprès des décideurs politiques.
La composition du premier comité de directeur (Anne-Valérie Noir - présidente ; Pierre-Alain Blum - vice président ; Claude Baillard - trésorier et Fabienne Servan-Schreiber - responsable communication) montre le rôle central joué par le personnage et son entourage dans la création et le développement de l'association. En effet, toutes ces personnes collaborent depuis plusieurs années avec lui sur cette problématique (notamment dans les structures des Prisons du cœur) et certaines sont des connaissances ou intimes de longue date.

### Instruction pénale et condamnation pour escroquerie et détournements de fonds
Début 2017, Tracfin (service de lutte contre le blanchiment du Ministère des finances) de mouvements financiers douteux entre les comptes de l'association, la société de Pierre Botton Les prisons de cœur et les comptes personnels de ce dernier. Le Parquet de Paris ouvre alors une enquête pour abus de biens sociaux et recel d'abus de biens sociaux. Cette procédure fait suite au signalement par llement frauduleux entre les comptes de sa société (Les prisons du cœur), l'association Ensemble contre la récidive et ses comptes personnels.
En 2019, la justice décide le renvoi de Pierre Botton en correctionnelle dans le cadre de cette procédure,. Le procès se tient devant le Tribunal correctionnel de Paris en mars 2020,. Les débats mettent en lumière le système comptable et juridique qui a permis à Pierre Botton de s'assurer un train de vie luxueux (travaux dans une villa cannoise, location d'un appartement parisien). Environ 60 % des dons faits à l'association Ensemble contre la récidive ont été versés à la société Les prisons de cœur puis utilisés par Pierre Botton pour ses propres dépenses. Le Tribunal rend son verdict le 2 juin 2020 et condamne Pierre Botton à 5 ans de prison ferme, allant au-delà des réquisitions du Parquet,.

## Activités de lobbying et de réflexions sur les problématiques pénitentiaires

### Lobbying auprès des autorités politiques et administratives
De manière générale, l'association opte pour une position collaborative avec les décisionnaires, qu'ils appartiennent aux mondes politique ou administratif. Ainsi, les partenariats entre le Ministère de la justice et l'administration pénitentiaire et l'association ou certains de ses membres sont fréquents. Par exemple, Pierre Botton est reçu à l’École nationale d’administration pénitentiaire le 30 juin 2015.
En janvier 2017, le garde des sceaux Jean-Jacques Urvoas invite Pierre Botton à participer avec des experts à la rédaction d'un livre blanc sur le pénitentiaire. Ce rapport doit permettre le développement d'une réflexion globale sur l'architecture des prisons et les conditions de vie en détention.

#### Choc carcéral
Le choc carcéral désigne l'impact psychologique de l'enfermement et de la privation des libertés sur les personnes incarcérées, notamment au début de la détention.
En 2011, plusieurs indicateurs montrent que les conditions de détention dans les établissements pénitentiaires français évoluent négativement (augmentation du nombre de suicides notamment). La ministre de la justice, Michèle Alliot-Marie, confie alors à Pierre Botton et l'association Les prisons du cœur une mission de réflexion sur le « choc carcéral » et l'encouragement à la compréhension de la peine par le détenu. Soutenu par Ensemble contre la récidive, ce travail aboutit à la mise en place de plusieurs mesures dans certains établissements français. La maison d'arrêt de Nanterre  e projet qui est par la suite généralisé à une vingtaine d'autres maisons d'arrêt.

#### Humaniser les conditions de détention
L'association et ses soutiens parviennent à obtenir plusieurs mesures pour améliorer le quotidien des détenus et leur permettre de maintenir un lien de meilleure qualité avec leur vie familiale à l'extérieur des établissements. Ainsi, il devient autorisé pour les détenus de signer les carnets de notes ou les documents médicaux de leurs enfants. Par ailleurs, l'administration accepte que les dessins des enfants puissent être transmis aux parloirs.

#### Surveillance et inspection parlementaire et médiatique du milieu carcéral
À partir de 2013, l'association s'engage dans un projet de loi visant à améliorer la transparence sur le fonctionnement du système pénitentiaire français. Une conférence de presse est organisée pour cette occasion à laquelle participe notamment le président de l'Assemblée nationale Claude Bartolone, le député et président de la commission des lois Jean-Jacques Urvoas ainsi que plusieurs experts ou personnalités (par exemple Jean-Marie Delarue - contrôleur général des lieux de privation de libertés). Soutenu par de nombreux députés (plus de 330), ce projet vise notamment à ouvrir les établissements aux médias. La mesure phare consiste à permettre à des journalistes d'accompagner deux fois dans l'année les parlementaires lors de leur visite de surveillance.
Le 18 décembre 2014, les parlementaires votent en première lecture et à l'unanimité une loi permettant aux journalistes de les accompagner lors de leurs inspections. Cette loi, promulgué en avril 2015, satisfait l'association et plusieurs députés qui y voient une avancée pour la protection de la dignité humaine en prison. En mai 2016, le décret relatif aux modalités d'accompagnement des parlementaires par des journalistes dans un établissement pénitentiaire est publié au Journal officiel par le garde des sceaux Jean-Jacques Urvoas.

### Promotion médiatique
A l'image de ce que l'association Les prisons du cœur avait pu proposer (campagnes publicitaires avec le gardien de l’équipe de France de football Hugo Lloris et des voix de personnalités appréciées des françaises et des français comme Yannick Noah, Michel Drucker ou Pierre Arditi), Ensemble contre la récidive agit sur la scène médiatique dans le but d'introduire les problématiques carcérales dans le débat public. Pour ce faire, elle s'appuie sur le domaine audiovisuel avec plusieurs campagnes publicitaires diffusées sur les grandes chaînes nationales ou sur le domaine de la presse avec notamment des campagnes d'affichage. L'association développe une stratégie de communication plus large en faisant coïncider ses campagnes avec différents échéances électorales comme lors de l'élection présidentielle de 2017.

#### Audiovisuel
En 2014-2015,  une campagne de sensibilisation nommée « Petit délinquant deviendra grand » est lancée. Le clip montre un jeune détenu à tête d’agneau se transformer progressivement en loup féroce, poussé inexorablement vers la récidive une fois sorti de détention. Avec ce clip, l'association entend rappeler que les conditions de détention en France peuvent favoriser la récidive.
Dans le but d'interpeller les candidats à l'élection présidentielle sur leur politique pénitentiaire, l'association réalise en mars 2017 une campagne conjointe (presse et télévisuelle). Comme souvent avec les associations Les prisons du cœur et Ensemble contre la récidive, la dynamique de cette campagne repose sur de nombreuses célébrités. Outre les personnalités proches de l'association (Michel Drucker ou Pierre Arditi), d'autres connues pour leurs engagements (Bruno Solo, Marc-Olivier Fogiel, Audrey Pulvar, Raymond Domenech ou Laurent Baffie) apparaissent et questionnent directement les candidats sur une thématique carcérale.

#### Presse
En 2016, Ensemble contre la récidive lance une campagne de presse pour sensibiliser l’opinion publique sur les difficultés rencontrées par le système carcéral français dans sa prise en charge des détenus. Trois thèmes sont abordés : la surpopulation carcérale, l’indignité des conditions de détention et la radicalisation des détenus. Contrairement aux autres campagnes, celle-ci ne s'appuie pas sur des personnalités mais privilégie l'emploi de slogans.
En plus de ces actions ponctuelles, l’association édite des suppléments de sensibilisation dans des médias nationaux tels que Le Parisien,, Le Point, Elle ou Métro.

## Activités dans le milieu carcéral

### Formation
Ensemble contre la récidive a mené plusieurs projets pour la formation des détenus, hommes ou femmes. Par l'accès à des formations qualifiantes, les détenus doivent améliorer leurs chances de réinsertion, notamment sur le plan professionnel, et ainsi diminuer les risques de récidive.
En février 2016, l'association ouvre un atelier d'impression 3D dans la maison d’arrêt pour femmes de Versailles. Les détenues engagées dans ce programme suivent une formation numérique qualifiante et fabriquent des jouets pour leurs enfants grâce aux imprimantes 3D. Outre la facilitation de la réinsertion professionnelle, cette activité permet à l'association d'attirer l'attention sur les problématiques spécifiques liées à la détention des femmes en France.
En mars 2017, une activité de médiation équine est présentée. Elle s'inscrit dans le cadre du programme « Respecto » qui vise à former des détenus aux métiers du domaine équestre. Le parcours des détenus participant à ce module doit les conduire à l'obtention d'un certificat d'aptitude professionnelle, ouvrant ainsi la voie à l'engagement dans un CAP ou un emploi une fois remis en liberté.

### Loisirs

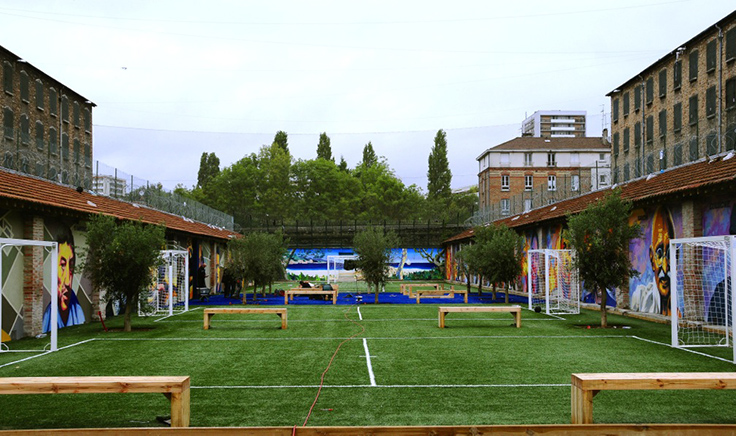
Plateau sportif de la Maison d'Arrêt de Fresnes.

L'association œuvre pour développer et moderniser les lieux de loisirs en prison, notamment les installations sportives et footballistiques. Le réseau lyonnais autour de Pierre Botton permet des contacts avec plusieurs joueurs ou anciens joueurs de l'Olympique lyonnais, ce qui facilite la médiatisation des actions réalisées.
De 2014 à 2015, Ensemble contre la récidive participe au projet de transformation du plateau sportif de la maison d’arrêt de Fresnes. Pour la première fois en France, une pelouse synthétique est installée dans un établissement pénitentiaire. D'autres équipements comme des bancs, un éclairage de nuit pour lutter contre les détresses nocturnes ou la plantation d'oliviers sont également mis en place. Des fresques, choisies pour moitié par les détenus au cours d’une consultation exceptionnelle, sont réalisées par des détenus payés au SMIC et décorent cet ensemble architectural. Le plateau, conçu pour une utilisation par près de 80 personnes en même temps, permet à 400 détenus de bénéficier chaque jour de toutes ces installations. L'association mène également des opérations plus symboliques comme le retrait de certaines lignes de barbelés proches des lieux de loisirs. Médiatisées, ces actions permettent à la fois une amélioration directe des conditions de vie des détenus et une promotion des problématiques carcérales auprès du grand public. Par exemple, Yannick Noah, Raymond Domenech et Djamel Bouras participent en mars 2015 à une action de retrait de barbelés autour du terrain de sport de la maison d'arrêt de Nanterre.
Au printemps 2015 plusieurs anciens joueurs de football de l’Olympique lyonnais (notamment Joël Bats, Bruno Génésio ou Gérald Baticle) vont entrainer des détenus de la maison d'arrêt de Lyon-Corbas.

## Établissement pénitentiaire expérimental
Ensemble contre la récidive soutient le projet d'un établissement pénitentiaire expérimental porté initialement par Pierre Botton et Les prisons du cœur. Conçu en 2012, ce projet vise à développer des établissements à régime ouvert, spécifiquement destiné à lutter contre la récidive pour des détenus en primo-condamnation à une courte peine. Outre l'amélioration des conditions d'existence, notamment par la limitation des grillages et des barbelés, le régime ouvert oblige les détenus à travailler en journée (rémunération au SMIC) ou à suivre une formation. Ce type de régime serait attribué sur la base du volontariat.
La construction d'un premier établissement de ce genre, prévu pour accueillir un maximum de 120 détenus, est prévue à Saint-Julien-sur-Suran dans le Jura. Toutefois, plusieurs oppositions au projet apparaissent. Un vote consultatif local montre le 11 mars 2012 que 54 % des habitants s'opposent à ce projet d'implantation. De leur côté, les syndicats pénitentiaires s'inquiètent de la faiblesse des effectifs prévus insuffisants selon eux pour assurer la sécurité de l'établissement. Ils s'interrogent également sur la nature du projet, qualifié d'« objet pénitentiaire non identifié » par Jean-Michel Dejenne (secrétaire national du Syndicat national des directeurs pénitentiaires), mené avec des fondations d'entreprises et reposant sur les liens personnels de Pierre Botton avec certains milieux économiques, sportifs et politiques (soutien de Nicolas Sarkozy). Malgré ces critiques, le maire de la commune valide le projet en mars de l'année 2012. Finalement le projet de Saint-Julien-sur-Suran est abandonné ultérieurement pour se transformer en centre de prévention de la récidive.
La mise en place du premier centre de prévention de la récidive est prévue au centre pénitentiaire de Saint Quentin Fallavier (Isère), où il doit ouvrir en avril 2015. Ce centre est conçu pour faciliter la réinsertion des détenus en mobilisant l'ensemble des secteurs. Sur le plan économique des partenariats avec de grands groupes (Schneider Electric, Axa ou Total) doivent permettre d'offrir une formation professionnelle dans des ateliers de prévention de la récidive suivie d'un emploi rémunéré une fois la formation achevée. En ce qui concerne les aspects sanitaires, le centre doit fournir des aides psychologiques, notamment pour lutter contre les addictions. Enfin, la réinsertion sociale et familiale est favorisée par des ateliers sportifs ou théâtraux, la possibilité de passer le permis de conduire ou de suivre une initiation à l’informatique ou encore des cours d’alphabétisation. L'approche se veut constructive et individualisée avec l'introduction d'un tutorat (ouverture d’un numéro-vert permettant aux condamnés pendant et après l’exécution de leur peine d’avoir un soutien direct personnalisé). En mars 2015, une expérimentation de trois mois est lancée.

## Réseau de mécénat et de soutien
L'exposition médiatique de l'association lui permet de bénéficier du soutien de mécènes institutionnels importants (notamment la Fondation EDF ou la Fondation Orange). Des personnes participent également à titre privé au mécénat de l'association, comme l'homme d'affaires suisse Pierre-Alain Blum ou Martin Bouygues. Outre les fonds récoltés, ces soutiens permettent également à l'association de développer des partenariats pour porter des projets pilotes (par exemple la Fondation de France).
Ces actions sont exclusivement financées par les fonds des grandes entreprises (AG2R la Mondiale, AXA, Bouygues Télécom, Caisse des Dépôts, Canal+, EDF, Lagardère, M6, Olympique Lyonnais, Orange, Schneider Electric, TF1, Thierry Suc Organisation, Total) et à titre privé par 